# Paulo Vinícius
Vinícius Paulo születéskori nevén Paulo Vinícius Souza dos Santos (São Paulo, 1990. február 21. –) magyar válogatott labdarúgó, a BVSC-Zugló játékosa.

## Pályafutása

### Klubcsapatokban
A nagynevű brazil São Paulo együttesénél tette meg az első lépéseket a labdarúgásban Paulo Vinícius, aki igazán az uruguayi River Plate-nél vált meghatározó játékossá. A Videoton FC-hez a 2011-es őszi szezonban csatlakozott a fiatal belső védő. Hátvéd létére kifejezetten gólerősnek mutatkozott, első, Székesfehérváron töltött idényében. A bajnokságban 3 gólig jutott, betalált az Európa-ligában a Sportingnak is. Vinícius az egyik legtöbbet foglalkoztatott játékosa lett a hátsó alakzatnak, határozottan tette a dolgát. Egyenletes teljesítménye azt eredményezte, hogy 2012-ben az Nemzeti Sportnál – csapattársai Brachi és Caneira társaságában – bekerült az ősz válogatottjába és a továbbiakban is stabil pontja maradt a székesfehérvári csapatnak. Azon kevés légiós egyike, aki több mint 100 mérkőzéssel büszkélkedhet a magyar élvonalban.
2017. március 10-én sikeres állampolgári esküt tett.
A 2019-2020-as szezon végén lejáró szerződését nem hosszabbította meg és távozott a klubtól, amelynek színeiben 199 bajnoki mérkőzésen tíz alkalommal volt eredményes és kétszer szerepelt az Európa-liga csoportkörében.
2020. július 31-én az uruguayi Club Nacional játékosa lett. A Libertadores-kupában a negyeddöntőig jutott a csapattal, a bajnokságban pedig ezüstérmet szerzett, miután a Nacional elvesztette a Rentistas elleni bajnoki döntőt.
2021. január 25-én a ciprusi APOEL-ben folytatta pályafutását.
A 2021–2022-es idényben 27 tétmérkőzésen lépett pályára, csapata a ciprusi élvonalban 3. helyen végzett.
2022. július 3-án a görög Levadiakósz csapatával két évre szóló szerződést kötött. A 2022-2023-as szezon végén a  Levadiakósz kiesett a görög másodosztályba, Vinícius pedig távozott a klubtól. Ezt követően a magyar NB II-be frissen feljutott BVSC-Zugló játékosa lett.

### A válogatottban
2017 márciusában Bernd Storck, a magyar labdarúgó válogatott szövetségi kapitánya meghívta őt a magyar válogatott edzőtáborába. Erről a német szakember a következőket mondta:
Tisztában vagyok Paulo Vinícius helyzetével, természetesen ismerem a futballtudását, hiszen többször láttam játszani a Videotonban. Ha a nemzetközi szabályokban foglalt előírások feltételei adottak lesznek, akkor örömmel nézem meg, hogyan teljesít az edzéseinken a válogatottban. Már beszéltem vele személyesen is, így tudom, kétség sem fér hozzá, hogy maximálisan azonosul a magyar nemzeti csapattal.
A válogatottban 2017. március 25-én debütált Lisszabonban, a Portugália elleni világbajnoki selejtezőn. Kezdőként lépett pályára, és végigjátszotta a 90 percet.

## Sikerei, díjai
Videoton
- Magyar bajnok 2014–15, 2017–18
  - Ezüstérmes 2011–12, 2012–13, 2015–16, 2016–17, 2018–19, 2019–20
- Magyar Kupa-győztes 2019
- Magyar Kupa döntős  2014–15
- Szuperkupa-győztes 2012
- Ligakupa-győztes 2011–12

 APÓEL
- Ciprusi bajnokság bronzérmes: 2021–22

## Statisztika

### Klubcsapatokban
2025. május 25-i állapot szerint.
| Klub           | Szezon         | Bajnokság        | Bajnokság | Bajnokság | Kupa  | Kupa  | Ligakupa | Ligakupa | Nemzetközi | Nemzetközi | Egyéb | Egyéb | Összesen | Összesen |
| Klub           | Szezon         | Liga             | Mérk.     | Gólok     | Mérk. | Gólok | Mérk.    | Gólok    | Mérk.      | Gólok      | Mérk. | Gólok | Mérk.    | Gólok    |
| -------------- | -------------- | ---------------- | --------- | --------- | ----- | ----- | -------- | -------- | ---------- | ---------- | ----- | ----- | -------- | -------- |
| River Plate    | 2009–10        | Primera División | 1         | 0         | —     | —     | —        | —        | 1          | 0          | —     | —     | 2        | 0        |
| River Plate    | 2010–11        | Primera División | 24        | 1         | —     | —     | —        | —        | —          | —          | —     | —     | 24       | 1        |
| River Plate    | Összesen       | Összesen         | 25        | 1         | —     | —     | —        | —        | 1          | 0          | —     | —     | 26       | 1        |
| Fehérvár       | 2011–12        | NB I             | 21        | 3         | 6     | 0     | 8        | 0        | —          | —          | —     | —     | 35       | 3        |
| Fehérvár       | 2012–13        | NB I             | 20        | 0         | 5     | 1     | 5        | 0        | 12         | 1          | 1     | 0     | 43       | 2        |
| Fehérvár       | 2013–14        | NB I             | 25        | 2         | 3     | 0     | 10       | 0        | 2          | 1          | —     | —     | 40       | 3        |
| Fehérvár       | 2014–15        | NB I             | 25        | 2         | 6     | 0     | 6        | 0        | —          | —          | —     | —     | 37       | 2        |
| Fehérvár       | 2015–16        | NB I             | 27        | 0         | 3     | 1     | —        | —        | 6          | 1          | 1     | 0     | 37       | 2        |
| Fehérvár       | 2016–17        | NB I             | 32        | 2         | 3     | 0     | —        | —        | 6          | 0          | —     | —     | 41       | 2        |
| Fehérvár       | 2017–18        | NB I             | 15        | 1         | —     | —     | —        | —        | 3          | 0          | —     | —     | 18       | 1        |
| Fehérvár       | 2018–19        | NB I             | 24        | 0         | 9     | 1     | —        | —        | 14         | 0          | —     | —     | 47       | 1        |
| Fehérvár       | 2019–20        | NB I             | 10        | 0         | 2     | 0     | —        | —        | —          | —          | —     | —     | 12       | 0        |
| Fehérvár       | Összesen       | Összesen         | 199       | 10        | 37    | 3     | 29       | 0        | 43         | 3          | 2     | 0     | 310      | 16       |
| Club Nacional  | 2020           | Primera División | 13        | 0         | —     | —     | —        | —        | 3          | 0          | —     | —     | 16       | 0        |
| Club Nacional  | Összesen       | Összesen         | 13        | 0         | —     | —     | —        | —        | 3          | 0          | —     | —     | 16       | 0        |
| APÓEL          | 2020–21        | A' Katigoríasz   | 12        | 1         | 4     | 0     | —        | —        | —          | —          | —     | —     | 16       | 1        |
| APÓEL          | 2021–22        | A' Katigoríasz   | 24        | 1         | 3     | 0     | —        | —        | —          | —          | —     | —     | 27       | 1        |
| APÓEL          | Összesen       | Összesen         | 36        | 2         | 7     | 0     | —        | —        | —          | —          | —     | —     | 43       | 2        |
| Levadiakósz    | 2022–23        | Szúper Línga 1   | 22        | 1         | 1     | 0     | —        | —        | —          | —          | —     | —     | 23       | 1        |
| Levadiakósz    | Összesen       | Összesen         | 22        | 1         | 1     | 0     | —        | —        | —          | —          | —     | —     | 23       | 1        |
| BVSC-Zugló     | 2023–24        | NB II            | 28        | 0         | —     | —     | —        | —        | —          | —          | —     | —     | 28       | 0        |
| BVSC-Zugló     | 2024–25        | NB II            | 23        | 3         | 2     | 0     | —        | —        | —          | —          | —     | —     | 25       | 3        |
| BVSC-Zugló     | Összesen       | Összesen         | 51        | 3         | 2     | 0     | —        | —        | —          | —          | —     | —     | 53       | 3        |
| Teljer karrier | Teljer karrier | Teljer karrier   | 346       | 17        | 47    | 3     | 29       | 0        | 47         | 3          | 2     | 0     | 471      | 23       |

### A válogatottban
| Magyarország | Magyarország | Magyarország |
| Év           | Mérk.        | Gólok        |
| ------------ | ------------ | ------------ |
| 2017         | 4            | 0            |
| 2018         | 3            | 0            |
| Összesen     | 7            | 0            |

### Mérkőzései a válogatottban
| Magyarország | Magyarország       | Magyarország                          | Magyarország     | Magyarország | Magyarország | Magyarország    | Magyarország | Magyarország |
| #            | Dátum              | Helyszín                              | Hazai            | Eredmény     | Vendég       | Kiírás          | Gólok        | Esemény      |
| ------------ | ------------------ | ------------------------------------- | ---------------- | ------------ | ------------ | --------------- | ------------ | ------------ |
| 1.           | 2017. március 25.  | Lisszabon, Estádio da Luz             | Portugália       | 3 – 0        | Magyarország | vb-selejtező    | -            |              |
| 2.           | 2017. június 5.    | Budapest, Groupama Aréna              | Magyarország     | 0 – 3        | Oroszország  | barátságos      | -            | 46'          |
| 3.           | 2017. június 9.    | Andorra la Vella, Estadi Nacional     | Andorra          | 1 – 0        | Magyarország | vb-selejtező    | -            |              |
| 4.           | 2017. november 14. | Budapest, Groupama Aréna              | Magyarország     | 1 – 0        | Costa Rica   | barátságos      | -            | 10'          |
| 5.           | 2018. június 6.    | Breszt, Regionaler Sportkomplex Brest | Fehéroroszország | 1 – 1        | Magyarország | barátságos      | -            |              |
| 6.           | 2018. június 9.    | Budapest, Groupama Aréna              | Magyarország     | 1 – 2        | Ausztrália   | barátságos      | -            |              |
| 7.           | 2018. november 18. | Budapest, Groupama Aréna              | Magyarország     | 2 – 0        | Finnország   | Nemzetek Ligája | -            | 46'          |
|              | Összesen           |                                       |                  | 7            | mérkőzés     |                 | 0            | gól          |